# Hétérotaxie
L'hétérotaxie est une malformation congénitale se traduisant par un mauvais placement des organes internes, pairs ou non, dans le thorax et/ou la cavité abdominale, par rapport à un axe de symétrie droite/gauche. L'hétérotaxie s'oppose au situs solitus, qui est un positionnement normal des organes.
Le terme « hétérotaxie » signifie étymologiquement « positionnement différent » (heteros, différent ; taxos, positionnement).
Le code de l'hétérotaxie dans la classification internationale des maladies (CIM) est Q89.3.

## Description
On distingue différentes catégories d’hétérotaxie, selon que celle-ci concerne un ou plusieurs organes :
- le situs inversus ou situs totalis, inversion complète des organes internes « en miroir » par rapport à un sujet dit normal. Il n'y a aucune anomalie de fonction si la symétrie est parfaite ;
- le situs ambiguus (en), inversion partielle, beaucoup plus péjoratif, parfois létal à la naissance avec un cœur pouvant être composé de deux atria droits par exemple ;
- la dextrocardie : seule la pointe du cœur (normalement orientée à gauche) est inversée ;
- l’isomérisme : les organes sont disposés symétriquement de façon anormale.

Ces termes regroupent donc des malformations congénitales de défaut de latéralisation. En prenant en compte l’ensemble de ces malformations, l'incidence semble être de 1/10 000 en France.

## Étiologie
L'inversion des organes peut traduire soit une mauvaise plicature ou rotation lors de l'organogenèse, soit une symétrie anormale acquise. Par exemple, l'absence de rate ou bien des poumons droit et gauche composés de trois lobes chacun, associés à une hétérotaxie, traduiraient la présence de deux côtés droits, ou dextro-isomérisme. À l'inverse, une polysplénie associée à une hétérotaxie correspondrait à un dédoublement du côté gauche, ou lévo-isomérisme.
La bilatéralité des viscères rencontrée dans le situs inversus chez l'homme est rarement complète ou exacte et des erreurs dans la plicature ou la rotation produisent souvent des malformations supplémentaires. 

## Pathologies associées
L'hétérotaxie est souvent associée à d’autres pathologies, telles qu’une dyskinésie ou akinésie des battements des cils des cellules épithéliales des voies respiratoires et des flagelles des spermatozoïdes, ou bien une anomalie de développement de la ligne médiane (imperforation anale, anomalie vertébrale…)